# Jutlàndia Central
La Jutlàndia Central (Midtjylland en danès) és una regió administrativa de Dinamarca, creada l'1 de gener del 2007 com a part de la Reforma Municipal que va substituir els antics 13 comtats (amter) per cinc entitats més grans però amb menys competències. Al mateix temps els petits municipis es van fusionar per formar unitats més grans, passant de 271 municipis als 98 actuals.
Midtjylland ocupa la part central de la península de Jutlàndia, comprèn els antics comtats de Ringkjøbing i Århus (excepte la meitat oest de l'antic municipi Mariager que es va integrar a la Regió de Nordjylland), la major part de l'antic comtat de Viborg i la meitat nord del comtat de Vejle.

## Divisió territorial
La regió es divideix en 19 municipis:

Municipis

| Municipi          | Habitants (1 gener 2008) |
| ----------------- | ------------------------ |
| Favrskov          | 45.604                   |
| Hedensted         | 45.561                   |
| Herning           | 84.208                   |
| Holstebro         | 57.020                   |
| Horsens           | 80.102                   |
| Ikast-Brande      | 39.893                   |
| Lemvig            | 22.067                   |
| Norddjurs         | 38.581                   |
| Odder             | 21.562                   |
| Randers           | 93.644                   |
| Ringkøbing-Skjern | 58.368                   |
| Samsø             | 4.085                    |
| Silkeborg         | 87.371                   |
| Skanderborg       | 56.044                   |
| Skive             | 48.356                   |
| Struer            | 22.672                   |
| Syddjurs          | 41.281                   |
| Viborg            | 92.084                   |
| Århus             | 298.538                  |